# Mistrovství světa v alpském lyžování 2017 – superkombinace žen
Superkombinace žen na Mistrovství světa v alpském lyžování 2017 se konala v pátek 10. února 2017 jako druhý ženský závod světového šampionátu ve Svatém Mořici. Start sjezdu proběhl v 10 hodin místního času. Odpolední slalom navázal od 13 hodin. Do závodu nastoupilo 41 lyžařek z 19 států.
Obhájkyní zlata byla slovinská lyžařka Tina Mazeová, která v lednu 2017 ukončila závodní kariéru. Třetí po sjezdu a obhájkyně velkého křišťálového glóbu, Švýcarka Lara Gutová, si mezi oběma koly v přípravě natrhla přední zkřížený vaz a poškodila meniskus v levém kolenu. Ze závodu odstoupila a sezóna pro ni skončila.

## Medailistky
Mistryní světa se stala 23letá Švýcarka Wendy Holdenerová, která vybojovala první medaili z vrcholné seniorské akce. Navázala tak na titul z téže disciplíny Juniorského světového šampionátu 2011 v Crans-Montaně. Rovněž byla první švýcarskou mistryní světa v obřím slalomu od Sonji Nefové, která vyhrála ve Svatém Antonu v roce 2001. Po sjezdu přitom figurovala až na sedmém místě. Ve Svatém Mořici pak přidala stříbro ze slalomu.
S minimální ztrátou pěti setin sekundy vybojovala stříbrný kov Švýcarka Michelle Gisinová, pro niž to byla také první medaile z velkého seniorského podniku. Bronz si odvezla Rakušanka Michaela Kirchgasserová, jež za vítězkou zaostala o třicet osm setin sekundy. Výsledkem zopakovala stejné umístění z MS 2015 a získala poslední sedmý kov z mistrovství světa. Kariéru poté ukončila v březnu 2018.

## Výsledky
| P                                                               | SČ | lyžařka                      | stát            | sjezd                 | pořadí                | slalom                | pořadí                | celkově               | ztráta                |
| --------------------------------------------------------------- | -- | ---------------------------- | --------------- | --------------------- | --------------------- | --------------------- | --------------------- | --------------------- | --------------------- |
| Zlatá medaile                                                   | 7  | Wendy Holdenerová            | Švýcarsko       | 1:17,84               | 7.                    | 41,04                 | 2.                    | 1:58,88               |                       |
| Stříbrná medaile                                                | 13 | Michelle Gisinová            | Švýcarsko       | 1:17,47               | 4.                    | 41,46                 | 4.                    | 1:58,93               | +0,05                 |
| Bronzová medaile                                                | 3  | Michaela Kirchgasserová      | Rakousko        | 1:18,23               | 11.                   | 41,03                 | 1.                    | 1:59,26               | +0,38                 |
| 4.                                                              | 15 | Denise Feierabendová         | Švýcarsko       | 1:18,38               | 13.                   | 41,32                 | 3.                    | 1:59,70               | +0,82                 |
| 5.                                                              | 19 | Lindsey Vonnová              | USA             | 1:17,75               | 6                     | 41,98                 | 11.                   | 1:59,73               | +0,85                 |
| 6.                                                              | 5  | Marie-Michèle Gagnonová      | Kanada          | 1:18,61               | 16.                   | 41,54                 | 5.                    | 2:00,15               | +1,27                 |
| 7.                                                              | 17 | Federica Brignoneová         | Itálie          | 1:18,51               | 15.                   | 41,75                 | 7.                    | 2:00,26               | +1,38                 |
| 8.                                                              | 2  | Maruša Ferková               | Slovinsko       | 1:18,31               | 12.                   | 42,41                 | 14.                   | 2:00,72               | +1,84                 |
| 9.                                                              | 14 | Ricarda Haaserová            | Rakousko        | 1:19,17               | 20.                   | 41,64                 | 6.                    | 2:00,81               | +1,93                 |
| 10.                                                             | 12 | Ragnhild Mowinckelová        | Norsko          | 1:18,22               | 9.                    | 42,62                 | 17.                   | 2:00,84               | +1,96                 |
| 11.                                                             | 43 | Valérie Grenierová           | Kanada          | 1:18,82               | 17.                   | 42,12                 | 12.                   | 2:00,94               | +2,06                 |
| 12.                                                             | 11 | Anne-Sophie Barthetová       | Francie         | 1:18,12               | 8.                    | 42,84                 | 20.                   | 2:00,96               | +2,08                 |
| 13.                                                             | 16 | Christine Scheyerová         | Rakousko        | 1:18,45               | 14.                   | 42,78                 | 19.                   | 2:01,23               | +2,35                 |
| 14.                                                             | 24 | Maria Therese Tvibergová     | Norsko          | 1:19,48               | 24.                   | 41,79                 | 8.                    | 2:01,27               | +2,39                 |
| 15.                                                             | 4  | Laurenne Rossová             | USA             | 1:17,57               | 5.                    | 43,75                 | 22                    | 2:01,32               | +2,44                 |
| 16.                                                             | 20 | Romane Miradoliová           | Francie         | 1:19,11               | 19.                   | 42,53                 | 15.                   | 2:01,64               | +2,76                 |
| 17.                                                             | 41 | Kristin Lysdahlová           | Norsko          | 1:19,96               | 26.                   | 41,82                 | 9.                    | 2:01,78               | +2,90                 |
| 17.                                                             | 21 | Marta Bassinová              | Itálie          | 1:19,92               | 25.                   | 41,86                 | 10.                   | 2:01,78               | +2,90                 |
| 19.                                                             | 31 | Lisa Hörnbladová             | Švédsko         | 1:19,37               | 21.                   | 42,56                 | 16.                   | 2:01,93               | +3,05                 |
| 20.                                                             | 30 | Ester Ledecká                | Česko           | 1:19,45               | 23.                   | 42,67                 | 18.                   | 2:02,12               | +3,24                 |
| 21.                                                             | 28 | Candace Crawfordová          | Kanada          | 1:20,42               | 29.                   | 42,22                 | 13.                   | 2:02,64               | +3,76                 |
| 22.                                                             | 29 | Stacey Cooková               | USA             | 1:19,38               | 22.                   | 44,02                 | 25.                   | 2:03,40               | +4,52                 |
| 23.                                                             | 35 | Maryna Gąsienica-Danielová   | Polsko          | 1:20,54               | 32.                   | 43,35                 | 21.                   | 2:03,89               | +5,01                 |
| 24.                                                             | 23 | Nevena Ignjatovićová         | Srbsko          | 1:21,23               | 35.                   | 43,81                 | 24.                   | 2:05,04               | +6,16                 |
| 25.                                                             | 33 | Alexandra Prokopjevová       | Rusko           | 1:20,50               | 31.                   | 44,69                 | 27.                   | 2:05,19               | +6,31                 |
| 26.                                                             | 27 | Macarena Simari Birknerová   | Argentina       | 1:21,62               | 36.                   | 44,20                 | 26.                   | 2:05,82               | +6,94                 |
| 27.                                                             | 42 | Sarah Schleperová            | Mexiko          | 1:23,94               | 39.                   | 46,10                 | 28.                   | 2:10,04               | +11,16                |
| 28.                                                             | 37 | Pavla Klicnarová             | Česko           | 1:22,52               | 38.                   | 47,71                 | 29.                   | 2:10,23               | +11,35                |
| —                                                               | 6  | Sofia Goggiová               | Itálie          | 1:16,90               | 1                     | nedojela do cíle      | nedojela do cíle      | nedojela do cíle      | nedojela do cíle      |
| —                                                               | 1  | Ilka Štuhecová               | Slovinsko       | 1:17,02               | 2                     | nedojela do cíle      | nedojela do cíle      | nedojela do cíle      | nedojela do cíle      |
| —                                                               | 10 | Elena Curtoniová             | Itálie          | 1:18,22               | 9                     | nedojela do cíle      | nedojela do cíle      | nedojela do cíle      | nedojela do cíle      |
| —                                                               | 18 | Rosina Schneebergerová       | Rakousko        | 1:18,91               | 18                    | nedojela do cíle      | nedojela do cíle      | nedojela do cíle      | nedojela do cíle      |
| —                                                               | 36 | Mikaela Tommyová             | Kanada          | 1:20,38               | 28                    | nedojela do cíle      | nedojela do cíle      | nedojela do cíle      | nedojela do cíle      |
| —                                                               | 22 | Ana Buciková                 | Slovinsko       | 1:20,42               | 29                    | nedojela do cíle      | nedojela do cíle      | nedojela do cíle      | nedojela do cíle      |
| —                                                               | 38 | Leona Popovićová             | Chorvatsko      | 1:20,62               | 33                    | nedojela do cíle      | nedojela do cíle      | nedojela do cíle      | nedojela do cíle      |
| —                                                               | 26 | Kateřina Pauláthová          | Česko           | 1:20,72               | 34                    | nedojela do cíle      | nedojela do cíle      | nedojela do cíle      | nedojela do cíle      |
| —                                                               | 32 | Kira Weidleová               | Německo         | 1:20,01               | 27                    | diskvalifikována      | diskvalifikována      | diskvalifikována      | diskvalifikována      |
| —                                                               | 9  | Lara Gutová                  | Švýcarsko       | 1:17,33               | 3                     | nenastoupila na start | nenastoupila na start | nenastoupila na start | nenastoupila na start |
| —                                                               | 40 | Noelle Barahonová            | Chile           | 1:21,96               | 37                    | nenastoupila na start | nenastoupila na start | nenastoupila na start | nenastoupila na start |
| —                                                               | 25 | Kristina Riis-Johannessenová | Norsko          | nedojela do cíle      | nedojela do cíle      | nedojela do cíle      | nedojela do cíle      | nedojela do cíle      | nedojela do cíle      |
| —                                                               | 34 | Alexandra Colettiová         | Monako          | nedojela do cíle      | nedojela do cíle      | nedojela do cíle      | nedojela do cíle      | nedojela do cíle      | nedojela do cíle      |
| —                                                               | 8  | Tina Weiratherová            | Lichtenštejnsko | nenastoupila na start | nenastoupila na start | nenastoupila na start | nenastoupila na start | nenastoupila na start | nenastoupila na start |
| —                                                               | 39 | Breezy Johnsonová            | USA             | nenastoupila na start | nenastoupila na start | nenastoupila na start | nenastoupila na start | nenastoupila na start | nenastoupila na start |
| Sjezd odstartoval v 10.00 hodin a slalom v 13.00 hodin (UTC+1). |    |                              |                 |                       |                       |                       |                       |                       |                       |